# Luciano Banchi

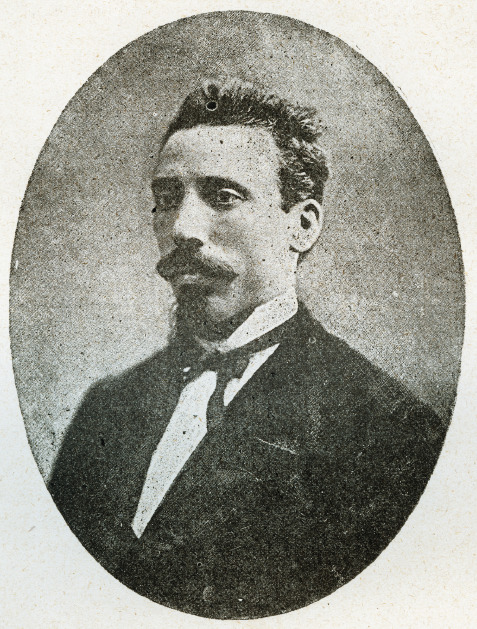
Luciano Banchi

Luciano Banchi (* 27. Dezember 1837 in Radicofani; † 4. Dezember 1887 in Siena) war ein italienischer Politiker und Archivar.

## Biografie
Luciano Banchi, Sohn von Luigi und seiner zweiten Frau Barbera Modesti, verbrachte nach dem Amtsantritt seines Vaters als Postdirektor seine Kindheit in Arezzo, Pisa – wo er an einem von Antonio Guadagnoli gegründeten Privatinstitut studierte – und 1848 im Alter von 11 Jahren in Siena. Luigi starb 1850 und hinterließ seine Familie in großer Armut. Dennoch gelang es der Witwe, Luciano und ihren zweiten Sohn Vittorio, studieren zu lassen und ihre Ausbildung den Piaristen des Collegio Tolomei zu überlassen. Während Luciano begonnen hatte die Klassiker, die französische Sprache und die deutsche Sprache zu studieren und sich dem Universitätsstudium widmete, trat sein Bruder Vittorio selbst dem Piaristenorden bei und widmete sich daher als Piarist für den Rest seines Lebens der Bildung. Luciano Banchi schrieb sich 1854 in den Notariatslehrgang an der Universität Siena ein und konnte sein Studium im juristischen Bereich vertiefen. In diesen Jahren wurde er Teil einer kleinen liberalen Gesellschaft von Studenten, die die Ideale des Risorgimento mit Forderungen nach literarischer Dramaturgie (die Amici callofili) verband, und in diesem Zusammenhang schrieb er unter anderem ein Drama (Giovacchino Murat), dessen Aufführung 1857 von der Polizei verboten wurde. Parallel dazu arbeitete er in der lokalen Zeitschrift Indicatore senese mit, wobei unter dem Anagramm Labano Cinuchi Artikel veröffentlichte, die manchmal revolutionäre Positionen enthüllten.
Nach seiner beruflichen Qualifikation trat Banchi am 5. August 1859 als stellvertretender Finanzsekretär in die Gemeindekanzlei von Montalcino ein und wurde einen Monat später – auf Wunsch des Direktors Filippo Luigi Polidori – als sottoarchivista in das am 17. November des Vorjahres eingerichtete Staatsarchiv von Siena versetzt. Tatsächlich leitete Luciano Banchi seit seinem Eintritt in das Staatsarchiv die Bündelung und Sortierung der Dokumentensammlungen, die in den frühen sechziger Jahren des 19. Jahrhunderts im Palazzo Piccolomini eingegangen sind. Nach dem Tod von Polidori wurde er 1865 stellvertretender Direktor des Archivs und von 1875 bis 1887 Direktor. Die Tätigkeit von Luciano Banchi folgte zunächst dem theoretischen und praktischen Ansatz, der in der Toskana von Francesco Bonaini praktiziert wurde, mit einer Aufteilung zwischen der Dokumentation der Republik und dem Großherzogtum. Nachdem Luciano Banchi diesen Ansatz überarbeitet hatte, begann er ab 1865 im Zeichen der institutionellen Kontinuität, die die sienesischen Magistraten bis zum Beginn des 19. Jahrhunderts geprägt hatte, mit der Neuordnung der Dokumente. Die Ergebnisse der Arbeit wurden 1883 im vom Innenministerium publizierten Bericht über die italienischen Archive (Relazione sugli archivi italiani) präsentiert.
Parallel zu seiner Arbeit als Archivar hat Luciano Banchi eine intensive Arbeit im politischen Bereich geleistet. Er hat eine ganze Phase der sienesischen Geschichte im 2. und 3. Jahrzehnt nach der Vereinigung Italiens mitgestaltet. Nachdem er sich 1865 an der Bildung einer einzigartigen antiklerikalen liberalen Gruppe beteiligt hatte, war er 1867 der Protagonist einer Abspaltung des progressiven Teils der Partei und in klarer Opposition gegen den konservativen Flügel. Im Juli 1867 in den Gemeinderat gewählt, wurde er im darauffolgenden Oktober zum Ratsmitglied und im Januar 1870 zum Bürgermeister von Siena ernannt, eine Position, die er bis zum folgenden Oktober innehatte. Im Dezember 1871 wurde er vom Gemeinderat zum Vorsteher des Waisenhauses ernannt, eine Position, die er bis zu seinem Tod ununterbrochen innehatte. Als er 1872 erneut zum Ratsmitglied berufen wurde, nahm er in einer Phase großer Unsicherheit in der örtlichen Verwaltung, aufgrund des Rücktritts des Amtsinhabers Federico Comini, für etwa ein Jahr die Funktion des Bürgermeisters ein. Zwischen 1873 und 1886 war er Mitglied des Provinzrates und von 1880 bis 1883 Vizepräsident. Er wurde mehrmals im Bezirk Chiusi gewählt und vertrat die Gemeinde Cetona. Im Jahr 1873 wurde er dann vom Stadtrat von Siena zum Mitglied der Abgeordneten von Monte dei Paschi ernannt, in der er zum Präsidenten gewählt wurde, ein Amt, das er bis 1877 innehatte. Im Jahr 1876 wurde er mit 854 von 1072 Stimmen als Stadtrat bestätigt und im Juni 1877 von der Regierung zum Bürgermeister ernannt. Im selben Jahr erhielt er die Position des Vorstandes des Landesinstituts für Bildende Künste, das bis 1881 bestand.
In diesem Zeitraum wurde Banchi auch zum Präsidenten der Abteilung für Literatur und Geschichte der Accademia dei Rozzi, zum Präsidenten der Accademia dei Fisiocritici, zum Präsidenten der Società di mutuo soccorso. zum Mitarbeiter des Conservatorio di Santa Maria Maddalena, zum Mitglied der Società di esecutori di pie disposizioni, zum Verwalter des Krankenhauses von Santa Maria della Scala und zum Präsidenten der Società economica del lavoro ernannt. Im Januar 1878 heiratete Luciano Banchi die 24-jährige Giuseppina Brini, die aus Barberino Val d’Elsa stammt, von der er im Dezember desselben Jahres seine Tochter Barbera, die älteste von zwei weiteren Kindern, Luigi und Eulalia, bekommen hat. Nachdem er sich vorübergehend aus dem politischen Leben zurückgezogen hatte, stimmte er zu, sich 1880 erneut beim Stadtrat zu bewerben, in den er mit 672 von 1131 Stimmen gewählt wurde. Nachdem er als Bürgermeister gedient hatte, wurde er im März 1881 von der Regierung erneut zum Leiter der Stadtverwaltung von Siena ernannt und bis zu seinem Todesjahr zweimal im Amt bestätigt. Nach einer Hirnblutung im Mai 1887 trat er im September vom höchsten Amt der Stadt zurück. Er wurde im Familiengrab auf dem Friedhof der Misericordia bestattet.

## Werke

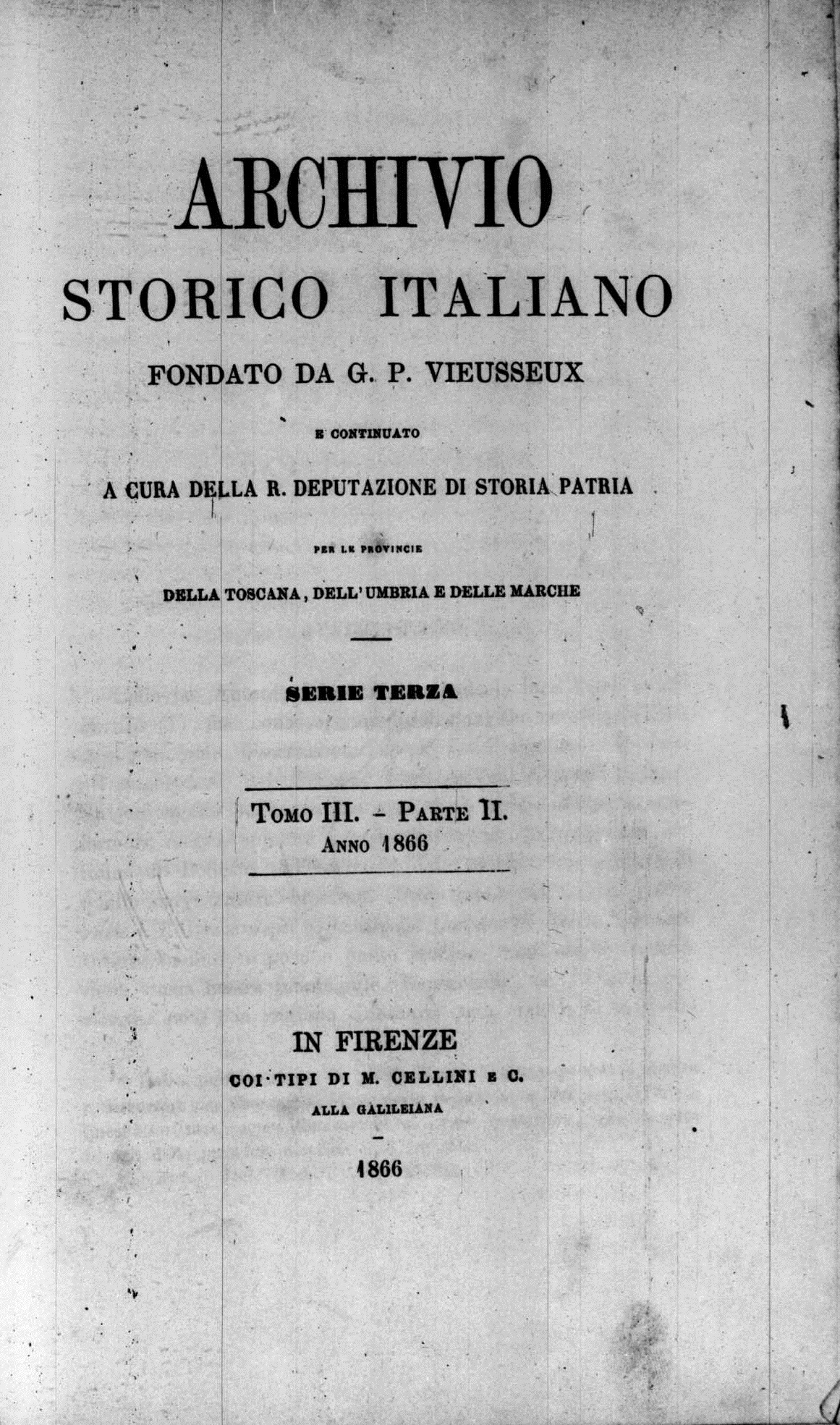
Breve degli officiali del comune di Siena, 1866

- Luciano Banchi (Hrsg.): Breve degli officiali del comune di Siena. Tipografia Galileiana, Firenze 1866 (italienisch, beic.it).
- Statuti senesi scritti in volgare ne' secoli XIII e XIV e pubblicati secondo i testi del R. Archivio di Stato in Siena, Bologna, presso Gaetano Romagnoli, 1863–1877
  - Luciano Banchi (Hrsg.): Statuti senesi scritti in volgare nei secoli XIII e XIV. Band 2. Romagnoli, Bologna 1871 (italienisch, beic.it).
  - Luciano Banchi (Hrsg.): Statuti senesi scritti in volgare nei secoli XIII e XIV. Band 3. Romagnoli, Bologna 1877 (italienisch, beic.it).

## Archivar
Ein Teil der Unterlagen von Luciano Banchi befindet sich im Archivio storico del Comune di Siena. Die Sammlung besteht aus 13 Briefen, die von Giosuè Carducci an Luciano Banchi (14. Juli 1859 – 18. Februar 1882) unterzeichnet wurden und 2006 von Giovanni Banchi, einem Nachkommen von Luciano, gestiftet wurden. Der Beginn der Freundschaft zwischen Banchi und Carducci geht auf das Jahr 1859 zurück. Carducci kam in den folgenden Jahren (im Sommer 1863, 1871, 1875 und 1894) wiederholt nach Siena. Insbesondere war er 1875 Gast von Luciano Banchi in seinem Haus, dem Palazzo Bellugi (heute Nummer 45) in Casato di Sotto. Seit 1939 erinnert eine Plakette an der Fassade an seine Wohnung. Die betreffenden Dokumente waren, zusammen mit den Briefen die von Banchi an Carducci geschickt und in der Casa Carducci in Bologna aufbewahrt wurden, Gegenstand einer von Giulia Barbarulli herausgegebenen Sonderausgabe, die ebenfalls auf der vorherigen „Edizione nazionale delle lettere di Giosuè Carducci“ beruhte und von Verlag Zanichelli zwischen 1938 und 1968 herausgegeben wurde.
Eine weitere Sammlung von Luciano Banchi befindet sich in der Biblioteca degli intronati in Siena und besteht aus Manuskripten, privater Korrespondenz und seiner persönlichen Bibliothek. Mit Beschluss des Gemeinderates vom 23. Oktober 1888 genehmigte die Gemeinde Siena den Kauf der „Bibliothek“ von Luciano Banchi und vertraute ihre Erhaltung der Biblioteca comunale an. Zum Zeitpunkt der Materialübertragung (29. März 1889) wurde ein „Catalogo della Libreria del fu comm. Luciano Banchi“ (Bibliotheksarchiv XX.32), der einen Anhang (Bibliotheksarchiv XX.32 bis) zu einem früheren Katalog vom 29. August 1888 enthält und von der Witwe Giuseppina Brini sowie dem Bibliothekar Fortunato Donati unterzeichnet wurde, erstellt.